# Торк Ангех
Торк Анге́х, також Турк Ангех, Турк Ангехеа, Торг Ангех ({{lang-hy | Տորք Անգեղ} })  — бог у  вірменській міфології, правнук Хайка, син Ангеха. Зображувався як висока на зріст, потворна людина, що володіє величезною силою.

## Опис
Культ Торк Ангеха склався, ймовірно, в результаті злиття уявлень про богів Ангеха і Тарку. Турк Ангех буквально перекладається як «Дар Ангеха (грифа)». Окремо ж слово ангех можна перекласти ще й як «негарний», «потворний».
Згідно з міфами, Торк Ангех є незграбним дюцазном (Велетнем) потворної зовнішності — має грубі риси обличчя, сплюснутий ніс, запалі блакитні очі, дикий погляд. Торк Ангех - каменяр-скульптор. Може руками відколювати гранітні скелі, нігтями обтісує їх, створюючи гладенькі плити, на яких нігтями ж малює зображення орлів тощо. Розлютившись, він відриває величезні скелі і жбурляє їх в кораблі недругів.

## Культ
Можливо, культ Торк Ангеха склався в результаті злиття уявлень про богів Тарку та Ангеха. У  вірменському перекладі  Біблії ім'ям Ангех замінено ім'я шумеро-Аккадського бога Нергал. Ангех («гриф»), мабуть, зв'язувався з  тотемічними уявленнями  вірмен. Район поширення культу цього божества називали Ангех-тун («будинок Ангеха»).
 Давньовірменському богу Ангеху поклонялися в землях басейну  озера Ван. Ймовірно, на тій же території шанувався Тарку, або  Турге (швидше за все, мітаннійсько- хеттського походження), бог родючості та рослинності. Надалі з'явилася нова форма імені - Турк (вірм. Տուրք Անգեղ), або Торк (вірм. Տորք Անգեղ) (згідно з народною етимологією, турки — «дар»). Внаслідок спільності району поклоніння обом богам Турк став ототожнюватися з Ангехом або розглядатися як його нащадок. Утвердилося його найменування Турк Ангехеа («дар Ангеха»). Пізніше епітет Ангеха був переосмислений як «потворний» (від тгех (вірм. Տգեղ, «некрасивий»), і Торк Ангеха стали пов'язувати не з Ангехом, а з велетнем Хайком.